# Tower Hill (Illinois)
Tower Hill – wieś w Stanach Zjednoczonych, w stanie Illinois, w hrabstwie Shelby.